# Pangshura smithii
La tartaruga a tetto bruna (Pangshura smithii Gray, 1863) è una specie di tartaruga della famiglia dei Geoemididi.

## Descrizione
Il carapace, lungo circa 240 mm, è depresso di colore marrone-olivastro e con una chiglia dorsale generalmente nerastra. Il piastrone è marrone scuro orlato di giallo. La sottospecie P. s. pallidipes differisce da P. s. smithii poiché non ha il piastrone nero, la testa è color oliva chiaro, gialla-grigiastra o marrone scura e nel collo sono presenti striature color crema. È una specie molto timida ed elusiva che si rifugia in acqua al minimo pericolo. Le femmine depongono 4-8 uova per covata. L'alimentazione è onnivora, gli insetti sembrano essere il suo cibo preferito.

## Distribuzione e habitat
Distribuita in India (Assam, Bihar, Punjab, Uttar Pradesh), Bangladesh, Nepal e Pakistan. Vive in piccoli e grandi fiumi e nelle raccolte d'acqua ad essi collegate.

## Tassonomia
Ne vengono riconosciute due sottospecie:
- P. s. smithii (Gray, 1863).
- P. s. pallidipes (Moll, 1987).

## Conservazione
La Lista rossa IUCN classifica Pangshura smithii come specie prossima alla minaccia di estinzione (Near Threatened).